# Acromycter longipectoralis
Acromycter longipectoralis és una espècie de peix pertanyent a la família dels còngrids.

## Descripció
- La femella pot arribar a fer 21,7 cm de llargària màxima.
- Nombre de vèrtebres: 166.
- 354 radis tous a l'aleta dorsal.[4]

## Hàbitat
És un peix marí i batipelàgic que viu fins als 580 m de fondària.

## Distribució geogràfica
Es troba al Pacífic occidental: Nova Caledònia.

## Observacions
És inofensiu per als humans.